# Gresswiller
Gresswiller – miejscowość i gmina we Francji, w regionie Grand Est, w departamencie Dolny Ren.
Według danych na rok 2017 gminę zamieszkiwało 1696 osób, 180 os./km².